# Poudre d'Or
Poudre d'Or è un villaggio di pescatori nella Repubblica di Mauritius. È anche il capoluogo del distretto della Rivière du Rempart, anche se la città principale è Grand Baie. Situato sulla costa nordorientale dell'isola Mauritius, ha infatti una popolazione di soli 4 547 abitanti (Census 2000).
Intorno a questa località sono stati ambientati il celebre romanzo settecentesco Paul et Virginie, dello scrittore francese Bernardin de Saint-Pierre, e quello moderno (2003) Les Rochers de Poudre d'Or, della scrittrice mauriziana Nathacha Appanah.
Le principali attività economiche del luogo sono quelle tradizionali della pesca e della coltivazione della canna da zucchero, cui più di recente si è aggiunto lo sfruttamento delle rocce basaltiche per la produzione di materiali per l'edilizia.
Dal punto di vista turistico, la natura rocciosa del terreno, l'assenza totale di sabbia e le acque fangose e scure rendono la costa molto più simile a un parco acquatico ricco d'alberi che non a una vera spiaggia attrezzata. Lungo la costa, in un piccolo ma frequentato parco al termine dell'Avenue Paul-et-Virginie, è stato innalzato una sorta di basso obelisco in ricordo del naufragio del Saint-Géran (immortalato nel romanzo di Bernardin de Saint-Pierre), mentre più al largo nell'oceano Indiano è stata istituita una riserva ittica.